# Glykokonjugat
Glykokonjugat är en generell term för kolhydrater som är kovalent bundna till lipider eller proteiner.
Glykokonjugat är viktiga biologiska byggstenar och förekommer ofta i ytliga membranstrukturer som signalelement (se cellmembran). Exempel på glykokonjugat är glykolipider, glykoproteiner, lipopolysackarider och peptidoglykaner.